# جهاد الصوفية
يُعرّف أتباع التصوف وعدد من الباحثين هذا المنهج بأنه بُعد روحي وأخلاقي مرتبط بـالإسلام، يهدف إلى تزكية النفس والتقرب إلى الله. بينما تعتبره حركات إسلامية أخرى، مثل السلفية، تيارًا دخيلاً على الإسلام يشتمل على ممارسات ومعتقدات تُصنف كـبدع.
تاريخيًا، كان للتصوف حضور واسع في مختلف العصور الإسلامية، وترك تراثًا كبيرًا من المؤلفات والمخطوطات. وقد حظي بتقدير بعض رواد الإصلاح في العصر الحديث، مثل الإمام محمد عبده، الذي نُقِل عنه إشادته بالجانب الأخلاقي والتربوي لدى بعض أتباعه، كما عارض الرأي القائل بأن التصوف كان سببًا في تدهور حالة المسلمين.
في المقابل، بدأت المعارضة المنظمة للتصوف مع ظهور الحركة الوهابية التي أسسها محمد بن عبد الوهاب، والتي انتقدت ممارسات صوفية عديدة. وقد تبنى هذا الموقف لاحقًا مفكرون وتيارات أخرى في العالم الإسلامي، مثل سيد قطب وأبو الأعلى المودودي.

## السياق التاريخي لنشأة التصوف
لكي نفهم طبيعة أي علم أو أي مذهب فكري أو (منهج تربوي كالتصوف)، يجب أن نعرف ظروف نشأته، ومن ثم نأخذ فكرة مبدئية عنه.
كانت الظروف المحيطة زمن النبي محمد ص وأصحابه دافعاً قوياً للتركيز على طريق الحق والهداية. يوضِّح ذلك ابن خلدون عند كلامه على نشوء علم التصوف قائلاً: «وكان ذلك عامّاً في الصحابة والسلف فلما فشا الإقبال على الدنيا في القرن الثاني وما بعده وجنح الناس إلى مخالطة الدنيا اختصَّ المقبلون على العبادة باسم الصوفية والمتصوفة» فقد انتشرت نزاعات ملأت تاريخ العصرين الأموي والعباسي وغرق بعضهم في ملذات الدنيا وكان لهذا الفعل رد فعل من العبَّاد والزهَّاد فسلك قسم منهم طريق الوعظ والتذكير بالحياة الأخرى واندفع القسم الآخر للمرابطة في العواصم والثغور التي وجدوا فيها راحةً لنفوسهم وتخليصاً من مشاهد تطاحن الأحزاب والفتن والتكالب على الدنيا. وقد تسنى لهم في هذه الثغور ممارسة رياضاتهم وجهادهم فأخذوا يستشعرون السعادة والرضا. وهم بذلك كما يقول: د.شوقي ضيف يصححون فكرة شاعت عن زهَّاد المسلمين وعبَّادهم أنهم كانوا سلبيين ظانين أن زهد المسلمين كان يفصلهم عن الحياة وهو ظنٌ واهمٌ فإنَّ زهَّاد المسلمين لم ينفصلوا عن الحياة بل كانوا يتصلون بها وكانوا يلبون دائماً نداء الوطن ويتقدمون الصفوف المجاهدة طلباً للاستشهاد في سبيل الله.

## بيان حقيقة التصوف
- فالصوفية يعتبرون القلب هو دائرة اختصاص علمهم بكل ما يدخل فيه وما يخرج منه، من العقائد والهمم والخواطر والوساوس.

فكأن الصوفية حينما يعلقون على تصفية القلب وإصلاحه شرط الانخراط في مذهبهم، إنما يفعلون ذلك طبقا لتعاليم الرسول ص، لأن إصلاح القلب يجب أن يكون أول ما يعنى به الراغب في إصلاح الجوارح، وتقويم النفس، ومتى ترك القلب دون إصلاح وتطرقت إليه عوامل الفساد والاعوجاج، فمحال أن ينتفع الإنسان بعمل الجوارح ولو ملأ الدنيا عملا وحصّل أمثال الجبال علما.
من هذا ترى أن تعاليم الصوفية نور ينبعث من مشكاة النبوة، وينتقل بطريق الوراثة الروحية بين أبدال الرسل من قلب إلى قلب فيملأ الأرض نورا وهدى، ويرشد الخلق إلى طريق الحق، ويربى النفوس على تقديس الله تعالى ومراقبته والتفانى في مرضاته. فالصوفية هم الأقلون عددا الأكثرون مددا، وهم المقبلون بكليتهم على الحق الملتفتون عن جانب الغرور والفناء، إلى اليقين الحق والبقاء، وهم الرجال الذين عرفوا قدر الدنيا والاخرة وفروا إلى الله مع الوقوف عند الأسباب، مرتبطة بعضها ببعض، قال ص: (نعمت الدنيا مطية المؤمن) فبها ينال الإنسان أرقى مراتب السعادة في الآخرة، ودار رسل الله، ومحل العمل لله، والمسارعة في محابه ومراضيه سبحانه، قال تعالى: ﴿وَمَنْ كَانَ فِي هَذِهِ أَعْمَى فَهُوَ فِي الْآخِرَةِ أَعْمَى وَأَضَلُّ سَبِيلًا ۝٧٢﴾ [الإسراء:72] إن رسالة التصوف تستهدف القلب والروح والوجدان والسلوك الإنسانى في طريقه إلى الله وفي طريقه إلى الحياة.
- فكما أجتهد الفقهاء في الفروع، وكما أبتدع رجال الحديث القواعد للرواة والسند، وكما تحدث علماء التفسير عن مناهجهم في أسباب النزول والرواية، وكما سن علماء الكلام مبادئهم في البحث عن الذات والصفات والأسباب والمسببات، والقضاء والقدر:

اجتهد علماء التصوف، وأقاموا معارفهم وعلومهم في العبادات والأخلاق، ومناهجهم في السلوك وامراض القلوب وعلل النفوس ونوازع الخير والسر وأنوار الذكر والطاعة ومقومات الشخصية الإسلامية.
وكما حفظ علماء الظاهر حدود الشريعة، كذلك يحفظ علماء التصوف آدابها وروحها.
وكما أبيح لعلماء الظاهر الاجتهاد في استنباط الأدلة واستخراج الحدود والفروع والحكم يالتحليل والتحريم على ما لم يرد فيه نص وترك أمره للاجتهاد والاستنباط، فكذلك الصوفية أن يستنبطوا آدابا وأذواقا ومنهجا للمريدين والعابدين في السلوك والمعرفة والأخلاق والآداب، والأذكار والأوراد والفتح وكشف أسرار النفس.

## مفهوم الجهاد الأكبر والأصغر عند الصوفية
الجهاد: هو بذل الجهد في مدافعة الشر واستجلاب الخير.
كما أن العدو الذي نجاهد قد يكون ظاهراً وقد يكون خفياً، والإنسان مجاهد في الحالتين.
وقد وصف الرسول جهاد الإنسان للعدو الظاهر بأنه الجهاد الأصغر لظهور العدو والاستعداد لمنازلته.
أما مجاهدة النفس ومحاربة الهوى فقد سماه الرسول الكريم: الجهاد الأكبر لاختفاء العدو وخداعه وطول وسوسته.
أن الرسول ص قال بعدما رجع من إحدى الغزوات: «رجعنا من الجهاد الأصغر إلى الجهاد الأكبر»
وقد استطاعت الصوفية الجمع بين الجهاد القتالي وجهاد النفس. لأن هناك ترابطاً وثيقاً بينهما فالجهاد الأكبر تهذيب النفس وتوجيهها تجاه الخير وهي بذلك تستعد لملاقاة العدو ومنازلته. أما النفوس التي انحرفت وسارت مع الهوى فإنها لا تستطيع أن تواجه العدو ولا أن تصارع المعتدين
وربما تسلل سوء الفهم من تسمية الصوفية قتال الأعداء بالجهاد (الأصغر) تبعا للمصطلح النبوي، ففهموا من هذا أن التصوف ضد الجهاد! وليس الأمر كذلك، فليس هناك مجاهد واحد ممن حرروا دول العالم العربي من الإستعمار إلا كان صوفياً أو محباً للتصوف. وهذا أمر طبيعي، لأن من لم يجاهد نفسه، ويطهرها من صفات الجبن والشح وحب الدنيا، كيف يتشجع لقتال العدو ولا يخاف من الموت؟
إن جهاد النفس أمر أصعب بكثير من جهاد العدو:
- لأن جهاد النفس جهاد لعدو خفي غير ظاهر
- ويستمر طوال العمر وليس بضع لحظات
- كما أنه جهاد لعدو محبوب موافق وهو النفس (وهذا مكمن الصعوبة)
- بالإضافة إلى النفوس جبلت على الشح وحب الدنيا كما قال الله تعالى (وأحضرت الأنفس الشح) فليس من السهل حملها على ضد طبيعتها.
- ومن صعوبة مجاهدة النفس: لا يمكن تغيير أخلاقها بشكل فردي بل لا بد من الاستعانة بشيخ صوفي سلك الطريق ونصره الله على نفسه، وله خبرة بالطريق إلى الله، والعقبات التي تعترضه. وبدون الشيخ لن تسمح النفس بأن تتغير بشكل ذاتي.

من هذا نخلص إلى أن جهاد النفس من أصعب أنواع الجهاد، وهو أساس كل الفضائل، ولا يقدر عليه إلا القليل. وأن من أساء الظن بالتصوف وظن أنه خمول وتواكل وكسل وانعزالية وتقاعس عن الجهاد، إنما نجم ظنه عن جهله والتباس الأمر عليه، لأن (الجهاد الأصغر) ليس تصغيرا لقتال العدو ولا زهدا فيه، وإنما هو «وضع كل شئ في موضعه» وحجمه الحقيقي، وهذا هو تعريف الحكمة. بالإضافة إلى أنه إذا عظم أمر قتال العدو وكبر في عين من لم يجاهد نفسه، فإنه يظل أمراً هيناً فيمن نظر من جاهد نفسه وحررها من نوازعها وأمراضها وأخلاقها الدنيئة، وهذه هي مهمة التصوف.
يقول السيد عز الدين أبو العزائم: 
و الجهاد الصوفى في سبيل الكمال، جهاد ضد النفس والهوى والجشع والطمع والحقد والحسد. كما هو جهاد ضد الطغيان والجبروت والبطش. جهاد يمنح الصوفى عزيمة لا تقهر، وإرادة لا تغلب، وشجاعة نفسية، لا أحسب أن شجاعة في الدنيا تعلوها.
وإليك نماذج من جهاد الصوفية الأول:
كتب الإمام الغزالى إلى ابن تاشفين ملك المغرب فقال له: (إما أن تحمل سيفك في سبيل الله ونجدة إخوانك في الأندلس، وإما أن تعتزل إمارة المسلمين حتى ينهض بحقهم سواك). 
و يقول محيى الدين بن عربى للملك الكامل حينما تخاذل في قتال الصليبيين: (إنك دنئ الهمة والإسلام لن يعترف بأمثالك، فانهض للقتال أو نقاتلك كما نقاتلهم). 
و يطغى المماليك في أرض مصر فيثور العز بن عبد السلام ويأمر بالقبض على المماليك ويعلن أنه قد اعتزم بيعهم في سوق الرقيق لأنهم خانوا الأمانة . 
و يقول عبد الملك بن مروان الخليفة الأموى لابن البيطار – الصوفى – في غطرسة الملك وغرور: أنا عبد الملك فارفع حوائجك إلى، فيقول له في عزة المؤمن وكبرياء الصوفى: (وأنا أيضا عبد الملك فهلم نرفع حوائجنا إلى من أنا وأنت له عبدان). 
و يقول الإمام الشعرانى: (من لبس جديدا أو أكل هنيئا أو ضحك في نفسه أو سعد في بيته والأمة الإسلامية في كرب وشدة، فقد برئ منه الإسلام).
كذلك كان الشيخ عبد القادر الجيلاني (561هـ) يقول شكيب أرسلان عن هذا المرشد الكبير (أن له أتباعاً لا يُحصى عددهم ووصلت طريقته إلى إسبانية فلما زالت دولة العرب في غرناطة انتقل مركز الطريقة القادرية إلى فاس وبواسطة أنوار هذه الطريقة زالت البدع بين البربر...)
وقد كان لخلفائه فضل كبير في المحافظة على روح الدعوة والجهاد وكثير من الذين قاوموا النفوذ الاستعماري في أفريقية كانوا من أتباع الطريقة القادرية.

## أدبيات التراث الصوفي حول الجهاد
النصوص والأخبار والآثار التي في بطون أمهات الكتب تؤكد أن الجهاد بفرعيه: الأكبر والأصغر، أي جهاد النفس وجهاد الأعداء دارت عليه رحى التصوف.
وأن هذين الجهادين ركنان أساسيان في الحياة الروحية الإسلامية، يشير الشيخ ابن عربي إلى ذلك في وصاياه قائلاً: «... وعليك بالجهاد الأكبر، وهو جهاد هواك، فإنك إذا جاهدت نفسك هذا الجهاد، خلص لك الجهاد الآخر في الأعداء الذي أن قتلت فيه كنت من الشهداء الذين عند ربهم يرزقون...».
الصوفية هم أهل التربية العملية، ولذلك هم أكثر الناس عملاً بالآيات الكثيرة والأحاديث الشهيرة التي تبين فضل الرباط والجهاد، وهم خواص أهل السنة، كما يقرر الإمام القشيري في رسالته، وإن خلت مصنفاتهم من الإشارة إلى موضوع الجهاد الحربي إلا ماندر، كقول أبي طالب المكي (ت 386 هـ): «.... ولذلك صار الجهاد أفضل لأنه حقيقة الزهد في الدنيا».
وقريب من ذلك ماجاء في كتاب الإحياء للإمام الغزالي: «... إن المنافقين كرهوا القتال، خوفاً من الموت، أما الزاهدون المحبون لله تعالى، فقاتلوا في سبيل الله كأنهم بنيان مرصوص» وفي موطن آخر يقول حجة الإسلام: «ولقد عظم الخوف من أمر الخاتمة فأسلم الأحوال عن هذا الخطر خاتمة الشهادة».
أما ابن عربي وهو شيخ الصوفية الأكبر فيقول في الفتوحات، متحدثاً عن أصناف الأولياء: «... ومنهم السائحون، وهم المجاهدون في سبيل الله، لأن المفاوز المهلكة البعيدة عن العمران، لا يكون فيها ذاكر الله من البشر، لزم بعض العارفين السياحة صدقةً منهم على البيداء التي لا يطرقها إلا أمثالهم، والجهاد في أرض الكفر التي لا يوحّد الله تعالى فيها، فكان السياحة بالجهاد، أفضل من السياحة بغير الجهاد...». والملاحظ أنه عندما ظهر التصوف رافقته مجموعة من الفضائل المستمدة من الفتوة، وفي مقدمتها: الشجاعة والتضحية.
يقول العارف سهل التستري (ت 273هـ): «أصل هذا الأمر الصدق والسخاء والشجاعة».
ويذكر غيره: "الأساس الأول للصوفي هو تقوية الصلة بالله، والشجاعة بالقتال للجهاد.
وقد جاء رجل إلى رويم البغدادي أحد كبار العارفين (ت 303 هـ)، وقال له: "أوصني، فقال: أقل مافي هذا الأمر بذل الروح، وإلا فلا تشتغل بترهات الصوفية.
وعلق على ذلك الشيخ الهجويري (ت 465 هـ) في كشف المحجوب شارحاً: "أعني كل شيء غير هذا هو ترهات، وقد قال تعالى:" ولا تقولوا لمن يقتل في سبيل الله أموات بل أحياء....".
وزبدة القول: إن العباد والزهاد ومن بعدهم الصوفية، استنوا لأنفسهم سنة «المرابطة».
فشدوا الرحال إلى ميادين القتال، لوعظ المجاهدين، وتقوية عزائمهم، والمجاهدة معهم. يقول يحيى بن معاذ الرازي (ت 258هـ) مشيراً إلى أن من شروط الصوفية السياحة للجهاد:
ومن الدلائل أن تراه مسافراً *** نحو الجهاد وكل فعلٍ فاضل.

## نماذج من مجاهدي الصوفية في التاريخ الإسلامي
1- الحسن البصري (ت 110 هـ) الذي يعده الصوفية في هرم سلسلة شيوخهم وناشر علومهم. قال أبو طالب المكي: "كان الحسن رضي الله عنه أول من أنهج سبيل هذا العلم، وفتق الألسنة به، ونطق بمعانيه، وأظهر أنواره، وكشف قناعه.". وذكر الحفاظ: "لازم الحسن العلم والعمل، وكان أحد الشجعان الموصوفين في الحرب". وعن ابن سعد أن رجلاً سأل الحسن: يا أبا سعيد هل غزوت؟! قال: نعم، وقال أيضاً: "غزونا إلى خراسان ومعنا ثلاثمائة من أصحاب رسول الله صلى الله عليه وسلم. واشتهر عن الحسن قوله: أدركت سبعين بدرياً ماكان لباسهم إلا الصوف. من مأثوراته: "ماعمل عملٌ بعد الجهاد في سبيل الله، أفضل من ناشئة الليل".
2- محمد بن واسع : من أعظم من لحق بالحسن بالبصري، رافق والي خراسان قتيبة بن مسلم في فتح ماوراء النهر، وكانت عليه مدرعة صوف خشنة. وقد جعل قتيبة مرة يكثر السؤال عنه فأخبر أنه في ناحية من الجيش متكئاً على قوسه، رافعاً أصبعه إلى السماء، فقال قتيبة: لأصبعه تلك أحب إليَّ من مئة ألف سيف شهير. كان ابن واسع كثير الصمت، ومن كلامه: مارأيت شيئاً إلا ورأيت الله فيه.
3- مالك بن دينار فهو يعد من كبار رجال الطريقة، وقد هجر الدنيا وانزوى عن أهلها. يروي صاحب كنوز الأولياء عنه: أنه كان في طلب الغزو سنين، فركب بعسكر الإسلام للغزو، فلما شرعوا، أخذته الحمى، حتى غدا لا يقدر القعود على الفرس، فضلاً عن أن يقاتل، فحملوه إلى الخيمة، وجعل يبكي ويقول: لو أن في بدني خيراً لمايبتلى اليوم بالحمى.
4- أبو الصهباء صلة بن الأشيم من كبار التابعين العباد، وقد تزوج من العابدة معاذة، التي روت أن زوجها كان يصلي حتى يأتي فراشه زحفاً. وقال ابن حبّان في سياق كلامه عن صلة: كان يرجع إليه الجهد الجهيد، والورع الشديد، مع المواظبة على الجهاد براً وبحراً، دخل سجستان غازياً، وقتل بكابل في ولاية الحجاج بن يوسف.
5- عتبة الغلام (ت 160هـ) أحد الزهاد المشهورين البكائين. جاء في الحلية عن عتبة أنه قال: "اشتروا لي فرساً يغيظ المشركين إذا رأوه. ونقل عن ابن مخلد الصوفي قال: جاءنا عتبة الغلام، فقلنا له: ماجاء بك؟، قال: جئتُ أغزو، فقلتُ: مثلك يغزو! فقال: إني رأيتُ في المنامُ أني آتي (المصيصة)، فأغزو فأستشهد، قال: فمضى مع الناس فلقوا الروم، فكان أول رجل استشهد. من مأثوراته، لا عقل كمخالفة الهوى، ولا فقر كفقر القلب، ولا فضيلة كالجهاد.
6- عبد الواحد بن زيد (ت 177هـ) يقول: قرأ أحد أصحابنا الآية الكريمة: "إن الله اشترى من المؤمنين أنفسهم وأموالهم بأن لهم الجنة" فتهيأنا إلى الغزو...."، ويعد عبد الواحد من الشيوخ الكبار الذين تكلموا في مواجيد الصوفية وأذواقهم، وهو من طليعة من استفاضوا في الحديث عن مقام الرضا، والحب المتبادل بين الله عز وجل وأوليائه. وقد أسند عن الحسن البصري قوله: "لكل طريقٍ مختصر، ومختصر طريق الجنة الجهاد".
7- رباح القيسي (ت 177هـ) الولي الشهير وقد ارتبطت حياته بتلامذة الحسن البصري، ونال شرف الشهادة وهو يخوض بفرسه غمار إحدى المعارك ضد أعداء الدولة الإسلامية. من كلامه: من المستحيل أن تنظر قلوب محبي الدنيا إلى نور الحكمة.
8- إبراهيم بن أدهم (ت 161هـ) الذي يعد إمام المتصوفين الروحانيين، كان أبوه ملكاً، لكن الابن تزهد اختياراً، وساح في البلاد، وجعل الثغور الإسلامية له مقاماً، يذكره ابن عساكر أنه كان فارساً شجاعاً، ومقاتلاً باسلاً، رابط في الثغور، وخاض المعارك على البيزنطيين، وقال ابن حبان: إبراهيم بن أدهم مولده ببلخ، ثم خرج إلى الشام طلباً للحلال المحض، فأقام بها غازياً ومرابطاً إلى أن مات، واختلف في وفاته، والأصح ماذكره ابن كثير وياقوت أنه مات وهو قابض على قوسه يريد الرمي به إلى العدو".
9- ومنهم علي بن بكّار (ت199هـ)، سكن ثغر المصيصة مرابطاً إلى أن مات بها. وصفه صاحب الحلية بـ "المرابط الصبّار، والمجاهد الكرّار، كان يصلي الغداة بوضوء العتمة". قال ابن الجوزي: بلغنا عن علي بن بكار أنه طعن في بعض مغازيه، فخرجت أمعاؤه، فردها إلى بطنه، وشدها بالعمامة، إلى أن قتل ثلاثة عشر علجاً".
10- أبو سعيد الشهيد ووصف بأنه صاحب بأس شديد، وقد حمل في إحدى الغزوات، وقتل نفراً من الأعداء قبل أن يستشهد. وقدأنشد قبل موته:
أحسن بمولاك سعيد ظنّا *** هذا الذي كنت تمنَّى 

تنحِ ياحور الجنان عنّا *** مالك قاتلنا ولا قتلنا 

لكن إلى سيدكن اشتقنا *** قد علم السر وما أعلنا
11- أبو اسحاق الفزاري (ت 183هـ)، وقد أطلق عليه ابن كثير: «إمام أهل الشام في المغازي»، وترجم له صاحب الحلية: «تارك القصور والجواري، ونازل الثغور والبراري». 
قيل عنه: إنه كان إذا قرأ القرآن بكى وأبكى. ومنهم أبو العباس السمّاك وكان يرتاد الثغور مع أقرانه، وله مواقف في الدفاع عن أرض الإسلام، وفي وعظ الخليفة هارون الرشيد. ومن وعظه له: اتق الله، فإنك رجل مسؤول عن هذه الأمة، فاعدل في الرعية، وانفر في السرية.
ويفرد لنا [ابن] الجوزي فصلاً خاصاً في كتابه (صفة الصفوة) للزهاد والصوفية الأوائل الذين رابطوا في العواصم والثغور في القرن الثاني، نذكر منهم الشهيد ابن أبي اسحق السبيعي، وحارس ثغر المصيصة محمد بن يوسف الأصبهاني، وحارس ثغر طرسوس أبا معاوية الأسود، والغازي أبا يوسف الغسولي، والفتى المرابط يوسف ابن اسباط . (ت 199هـ) رحمهم الله جميعاً.
12- عسكر بن حصين أبو تراب النخشبي (ت 245هـ) من كبار مشايخ القوم المذكورين بالعلم والفتوة والتوكل، وعن جهاده يخبرنا ابن عساكر أن موطن أبي تراب الأصلي خراسان، إلا أنه خرج منها يريد عبدان والثغر. 
من كلامه: العارف لا يكدره شيء ويصفو به كل شيء. *
13- السري السقطي (ت 253 هـ) الذي ينتمي إليه أكثر مشايخ الصوفية، حكى عنه المؤرخون بعض المجاهدات مارسها أثناء نزوله في أرض الروم ، ويتجلى رأيه في الجهاد حين فسر لأهل الثغر الآية الكريمة: «اصبروا وصابروا ورابطوا» فقال: صابروا عند القتال بالثبات والاستقامة. 
قال الحسن البزار: سألت أحمد بن حنبل عن السري بعد قدومه من الثغر فأثنى عليه. 
من كلامه من صفات الصوفي أن لا يتكلم بباطن علم، ينقضه عليه ظاهر الكتاب والسنة.
14- أبو سليمان الداراني (ت 205هـ) العارف المشهور، وهو ممن كان يرتاد الثغور. وتلميذه أحمد بن أبي الحواري، ريحانة الشام كما كان يسميه الجنيد. وقد شوهد مرابطاً في ثغر انطرسوس يجاهد في سبيل الله. 
وتقدم قوله: في الغزو والرباط نعم المستراح. ومنهم أبو يزيد البسطامي (ت 261 هـ) الملقب سلطان العارفين. كان خلال وجوده في الثغر يحرس طوال الليل ويذكر الله، ومن أقواله: لم أزل منذ أربعين سنة، ما استندت إلى حائط، إلاحائط مسجد أو رباط، ويقول أيضاً: أقامني الحق مع المجاهدين، أضرب بالسيف في وجه أعدائه.
15- محمد أبو حمزة الصوفي (ت 269هـ) جالس أحمد بن حنبل وبشر بن الحارث، وكان له مهر قد رباه، وكان يحب الغزو عليه. قال الجنيد: حبب إلي أبو حمزة الغزو، وكان يأتي بلاد الروم، والناس بالسلاح وعليه جبة صوف. ويقال إنه أول من أظهر الكلام في المحبة والشوق وجمع الهمة وصفاء الفكر.
16- اسماعيل أبو إبراهيم الصوفي قال عنه الخطيب في تاريخه: «.... كان مذكوراً بالخير والفضل وكثرة الغزو والحج».
17- أحمد عاصم الأنطاكي، وهو من أقران الحارث المحاسبي المتوفى سنة (243هـ) وهو من متقدمي مشايخ الثغور.
18- أستاذ القوم أبو القاسم الجنيد البغدادي (ت 298هـ) وقد أجمع العلماء قاطبة على فضله وإمامته حتى عده ابن الأثير :"عالم الدنيا في زمانه" وقال ابن تيمية فيه: "الجنيد رضي الله عنه سيد الطائفة، إمام هدى"، إلى أن قال: " ومن خالفه فمن أهل الضلال. 
وعن جهاده في سبيل الله يقول الجنيد: «وخرجت يوماً في بعض الغزوات، وكان قد أرسل إلي أمير الجيش شيئاً من النفقة، فكرهت ذلك، ففرقته على محاويج الغزاة». 
من مأثوراته التي قطع فيها الطريق على المنحرفين والمتشبهين بهذه الطائفة قوله: علمنا هذا مقيد بالكتاب والسنة.اهـ
19- ويفرد ابن الجوزي فصلاً خاصاً في كتابه (صفوة الصفوة) للزهَّاد والصوفية الأوائل الذين رابطوا في العواصم والثغور في القرن الثاني للهجرة منهم: أحمد بن عاصم الأنطاكي وكان يقال له (جاسوس القلوب) لحدة فراسته ويصفه بأنه من متقدمي مشائخ الثغور ومنهم أبو يوسف الغسولي الذي كان يغزو مع الناس بلاد الروم وهناك كثيرون أمثال أبي إسحق الفزاري وعيسى بن أبي إسحق السبيعي ويوسف بن إسباط وأبي معاوية الأسود (ت 199) هـ.
20- عبد الله بن المبارك (ت 181هـ) قال عنه الخطيب البغدادي «وكان من الربانيين في العلم ومن المذكورين بالزهد.. خرج من بغداد يريد المصيصة – ثغر من ثغور الروم - فصحبه الصوفية...». كان ابن المبارك «كثير الانقطاع محباً للخلوة». وكان لا يخرج إلا إلى حج أو جهاد وقيل له ألا تستوحش فقال: «كيف أستوحش وأنا مع النبي r وأصحابه». وقد صُدرت تراجم الصوفية باسمه، وفي حلية الأولياء سُئل ابن المبارك: من الناس؟ فقال العلماء. وقيل له: مَن الملوك؟ قال الزُّهَّاد. وهو أول من صنَّف في الجهاد وله كتاب الزهد والرقائق.
21- إبراهيم بن أدهم إمام المتصوفين الروحانيين يذكره ابن عساكر بأنه كان فارساً شجاعاً ومقاتلاً باسلاً رابط في الثغور وخاض المعارك على البيزنطيين العدو الرئيسي للدولة الإسلامية الناشئة. وقد أثنى على ورعه وزهده الإمام أحمد بن حنبل والأوزاعي وسفيان الثوري وغيرهم واختلف في وفاته والأصح ما ذكره ابن كثير أنه توفي وهو مرابط في جزيرة من جزائر بحر الروم سنة (162هـ)
22- شقيق البلخي: صحب إبراهيم وأخذ عنه الطريق .
جاء في سير أعلام النبلاء وفي فوات الوفيات "قال حاتم الأصم: "كنا مع شقيق في مصاف نحارب الترك في يوم لا تُرى إلا رؤوس "تطير ورماح تقصف وسيوف تقطع فقال لي: كيف ترى نفسك يا حاتم في هذا اليوم؟ تُراه مثل ما كنت في الليلة التي زُفَّت إليك امرأتك؟ قال: لا والله قال: لكني والله أرى نفسي في هذا اليوم مثل ما كنت تلك الليلة ومات في غزوة كوملان (ما وراء النهر) (عام 194هـ)
وحكاية أخرى عن شقيق البلخي نرويها هنا للفائدة، قال: خرجنا في غزاة لنا في ليلة مخوفة، فإذا رجل نائم، فأيقظناه، فقلنا: تنام في مثل هذا المكان؟! فرفع رأسه وقال: إني لأستحي من ذي العرش أن يعلم أني أخاف شيئاً دونه.
23- حاتم الأصم : ويصفه صاحب «شذرات الذهب» بـ «القدوة الرباني كان يقال له لقمان هذه الأمة توفي وهو مرابط على رأس سروَد على جبل فوق واشجرد» عام 237هـ
24- ويروي ابن العديم أنه في القرن الثالث الهجري تجمع الصوفية من كل صوب في ثغور الشام إذ وفدوا إلى هذه الثغور جهاداً في سبيل الله للوقوف في وجه البيزنطيين وأشهرهم أبو القاسم القحطبي الصوفي وأبو القاسم الأبّار وأبو القاسم الملطي الصوفي الذي صحب الجنيد البغدادي.
25- ونقرأ في تاريخ ابن عساكر عن إبراهيم بن علي الحسين العتابي الصوري (ت 471هـ) واصفاً إياه «شيخ الصوفية بالثغر) كان ذا سمت حسن وطريقة مستقيمة».
26- وإذا كان أئمة من العارفين ترددوا إلى الثغور لنيل نصيب من شرف الجهاد، فإن هناك جماعات منهم استوطنت المدن الثغرية "وكان لها دور هام في حياتها المدنية والجهادية، وعرفوا بالشيوخ المسجدية، كانوا يصلون نافلة نهارهم أجمع، لا يشغلهم عن ذلك إلا النداء بالنفير، أو الغزو، أوتشييع جنازة من يموت من الصالحين، أو عيادة مريض من المجاهدين.
منهم أبو عبد الله النباجي (ت 225 هـ تقريباً) كان إمامهم في الصلاة في ثغرطرسوس، سئل مرة: لماذا لم تخفف الصلاة وقد أعلن النفير؟! قال: ماحسبت أن أحداً يكون في الصلاة فيقع في سمعه غير ما يخاطب الله عز وجل.
27- أبو العباس الطبري، وفي قصة موته: أنه كان يعظ المجاهدين في طرسوس، فأدركته مما كان يصف من جلال الله وملكوته وجبروته، فخر مغشياً عليه من الموت.
28- زهير المروزي (ت 258هـ) وقد رابط أواخر عمره في ثغر طرسوس إلى أن مات، يروي عن البغوي قوله المشهور: مارأيت بعد أحمد بن حنبل أزهد من زهير، سمعته يقول: أشتهي لحماً ولا آكله حتى أدخل الروم، فآكله من مغانم الروم.
29- ويبدو أن بعض الصوفية ركب البحر غازياً، ويكفي أن نذكر منهم: علي الرازي المذبوح وهو أستاذ أبي تراب النخشبي
30- وهناك فريق من العارفين المجاهدين لم يذكر لنا المؤرخون أسماءهم، وإنما نقلوا إلينا طرفاً من أخبارهم في الزهد والجهاد. 
مثل على ذلك ماروى ابن عساكر عن أبي القاسم الجوعي (ت 248 هـ) قال : رأيتُ في الطواف رجلاً لا يزيد في دعائه: إلهي قضيتُ حوائج الكل ولم تقضِ حاجتي فقلت ماحاجتك؟! قال : أحدثك: اعلم أنا كنا سبعة أنفس، خرجنا إلى الغزاة، فأسرنا الروم، ومضوا بنا لنقتل، فرأيت سبعة أبواب فتحت في السماء، وعلى كل باب جارية حسناء من الحور العين، فضربت أعناق ستة منا، فاستوهبني بعض رجالهم، فقالت الجارية: أي شيء فاتك يامحروم، وأغلق الباب، فأنا يا أخي متحسر على مافاتني.
وروى أبو القاسم القشيري (ت 465هـ) أن فارساً صوفياً استطاع في بعض الغزاة قتل أحد شجعان عسكر الروم، بعدما قتل هذا الرومي ثلاثة من الفرسان المسلمين.

## نماذج من جهاد الصوفية في العصر الحديث
وفي العصر الحديث: يندر أن نجد من المجاهدين من عملوا على إنقاذ الوطن من براثن الاستعمار لم يسلك الطريق الصوفي. لقد وجدوا أن من واجبهم محاربة العدوان والشر المادي كما يحاربون المآثم والشهوات لأنها كلها من فصيلة واحدة تدمر الروح الإنساني، إن الوميض المتجدد لجهاد الصوفية الحربي عاد ليظهر واضحاً من خلال الهجمة الأوربية الاستعمارية على بلدان العالم الإسلامي فسطروا بذلك أروع آيات الكفاح ويخلدهم التاريخ بين صفحاته. والبرهان هو التاريخ والحقائق والوقائع التي لا يرقى إليها الشك ولا يخالطها ريبة فهي وحدها البيان والترجمان:
1. السيد  محمد ماضي أبو العزائم  (1286هـ/1869م - 1356هـ/1937م) عالم مصري صوفي من علماء الأزهر، قاوم الإستعمار الإنجليزي في السودان حتى صدر قرار نفيه إلى جزيرة مالطة، ولكن تم التراجع عن هذا القرار بشفاعة تلاميذ الإمام من الباشوات والوزراء بالقاهرة، فصدر قرار إعادته إلى القاهرة، فكان هو المحرك لثورة 1919 م وأستاذاً للسياسي المعروف سعد زغلول باشا.
2. محمد بن علي السنوسي: في القرن التاسع عشر ومطلع القرن العشرين قاد نضال الاحتلال في ليبيا الطريقة الصوفية السنوسية ومؤسسها محمد بن علي السنوسي (ت1859م) تلميذ أحمد بن إدريس الفاسي (ت1853م) رئيس الطريقة الخضيرية الشاذلية عمل السنوسي على بناء قوة عربية إسلامية في صحراء ليبيا تقوم دعاتها على أساس الزوايا والرباطات التي لم تكن للعبادة فقط وإنما كانت مراكز نشاط وحيوية وإصلاح فكان شيخ الزاوية يربي أتباعه على ضرورة تعلم الرماية وفنون الحرب والاستعداد للجهاد في أي لحظة. وكانت منظمة تنظيماً دقيقاً ولم تجرؤ الحكومات الاستعمارية في شمال أفريقية على مسها.
3. عمر المختار: وقد تحولت هذه الزوايا جميعها عند الغزو الإيطالي لليبيا في مطلع هذا القرن إلى معاقل حقيقية للدفاع عن السيادة والكرامة تحمّل عبء النضال من خلالها السنوسيون بقيادة البطل المجاهد عمر المختار (1858-1931م) الذي جعل من زاويته الكبرى في واحة الجغبوب مقراً ومركزاً للعمليات العسكرية حتى استشهاده. وكان قد التحق بزاوية الجغبوب وعمره ستة عشر عاماً مارس داخلها العبادة ورياضاته الروحية فقد كان لا ينام من الليل إلا ساعتين أو ثلاثاً ويختم المصحف كل سبعة أيام وقد كانت فترته هناك عاملاً هاماً في تكوين شخصيته السياسية والاجتماعية وتركت آثاراً باقية في سلوكه وتفكيره وصفاته فيما بعد.
4. محمد عبد الله حسن: وفي الصومال قاد السيد: «محمد عبد الله حسن» (ت1920م) أبرز خلفاء شيخ الطريقة الصالحية (وهي فرع من الشاذلية) بلاده من نصر إلى نصر أكثر من عشرين عاماً حارب فيها قوات أكبر ثلاث دول في القرن التاسع عشر وهي بريطانيا وإيطاليا والحبشة. ولبسالة الأعمال الحربية التي قام بها سماه بعض أنصاره بالمهدي بينما هو نفى عن نفسه أن يكون المهدي المنتظر ووصف نفسه بأنه من الدراويش. وقد استطاع السيد أن يجعل من رابطة الطريقة أقوى من رابطة العصبية القبلية.
5. ماء العينين: وتزعم حركة المقاومة في موريتانية في وجه الفرنسيين وتصدى لمطامعهم الزعيم الروحي ماء العينين (ت 1910م) الذي اعتنق الطريقة الفاضلة التي أسسها والده (وهي فرع من القادرية). وفي أفريقية بوجه عام اعتنق زعماء الجهاد تعاليم الطرق الصوفية التي لا يستطيع أحد أن ينكر دورها في نشر الدين والثقافة الإسلامية وفي مقاومة كل مظاهر السيطرة والوجود الأجنبي. وهم جميعاً رفضوا الاستسلام رغم كل العروض المادية والمعنوية وبالرغم مما أصاب زعماء هذه الحركات من خسائر فقد فضلوا الاستشهاد في سبيل الله. وإذا كان زعماء بعض هذه الطرق قد عقدوا معاهدات صلح مع بعض القوى الأجنبية فذلك حتى تسترد الأنفاس وتنظم القوات وتبدأ مرحلة جديدة من النضال والكفاح.
6. عثمان بن فودي: ومازالت شعوب غرب أفريقية الإسلامية تدين للمجاهدين من أصحاب الطرق الصوفية من أمثال الشيخ «عثمان بن فودي» (القادري) أوائل القرن التاسع عشر
7. الشهيد عمر التكروتي: (ت 1864م) الذي حمل معه الطريقة التيجانية إلى غرب أفريقية.
8. الأمير عبد الكريم الخطابي : ولا ننسى الدور الفعال الذي قامت به الدرقاوية إبان الاستعمار الفرنسي للمغرب. وفي الحقيقة من أبرز شخصيات المغرب البطولية شخصية البطل المراكشي الأمير عبد الكريم الخطابي (1881-1962م) الذي كان على اتصال بالسيد أحمد ماضي أبو العزائم بمصر[11] وكان على درجة كبيرة من الشجاعة والزهد معاً وقد اعتكف عدة سنوات أخذ نفسه بالرياضة الروحية الخالصة حتى يصقل نفسه ويصفيها من شوائب الدنيا وأعراضها. وقد كان لهذا الاعتكاف أثره على الأمير ليبدأ بعدها مرحلة طويلة من الكفاح ضد الإسبان ولم يهزم إلا بعد أن تكاتفت عليه الجيوش الإسبانية والفرنسية وبعد أن خلّف عدداً كبيراً من المريدين حملوا بعده راية الكفاح حتى تم قطف ثمار جهادهم.
9. عبد القادر الجزائري : وفي الجزائر لاحظ الخبراء الفرنسيون أن زعماء حركة الجهاد التي تؤلف محاربتهم انطلقت من الطرق الصوفية وخاصة المرتكزة منها حول الزوايا التي كانت منذ قرون تعتني بالجهاد عند الخطر وتعتني بالعلم والتصوف عند السلم، ومن أبرز تلك الطرق في القرن الماضي القادرية والرحمانية، وقد أنجبت الأولى الأمير عبد القادر الجزائري (1807-1885م) الذي يعتبر (بلا منازع) شيخ المجاهدين في العصر الحديث فضلاً عن كونه من كبار صوفية عصره، وقد ترجم عبد الرزاق البيطار للأمير ترجمة عارف بفضله ونبله فقال: «هو الهمام الكامل العارف والإمام المتحلي بأعلى العوارف الراسخ القدم في العلم الإلهي والكاشف عن أسرار الحقائق حتى شهدها كما هي...». نشأ الأمير عبد القادر في بيت علم ودين وزار في مطلع شبابه الشام مع والده آخذاً عن علمائها طريق النقشبندية ثم سار إلى بغداد ونال ممن اجتمع بهم الطريقة القادرية ثم قصد بلاد الحجاز لأداء مناسك الحج. وأخيراً عاد إلى بلاده ليجد الجحافل الجرارة من المستعمرين الفرنسيين وقد بدأت تداهم الجزائر فاجتمع الأشراف والعلماء وأعيان القبائل عند شجرة عظيمة. وهناك بايعه الجميع فذهبت البشائر في أقطار الأرض. حارب الأمير الفرنسيين بلا هوادة مدة سبعة وعشرين عاماً اضطر بعدها مكرهاً إلى مغادرة الجزائر وتسليم راية الجهاد طاهرة مطهرة إلى الشعب لمواصلة الجهاد في ميدان آخر له رجاله وأبطاله أيضاً واهتزت لقدومه دمشق التي اختارها لتكون مقراً له واستقبل فيها استقبال الفاتحين وقرأ على علمائها أشهر كتب التصوف كما ألّف فيها عدداً من الكتب أشهرها كتاب المواقف في الوعظ والتصوف والإرشاد. وكانت وفاته فاجعة في قلوب الجميع الذين ألفوه وأحبوه ثم تم نقل رفاته إلى الجزائر بعد استقلالها1962.
10. منذ وطئت أقدام الإستعمار أرض الجزائر اشتعلت الأرض تحت أقدام الإستعمار الصليبي ؛ وكان الفضل للطرق الصوفية في مقاومة الاحتلال. ربما الاسم الأبرز - أو ربما هو الوحيد - الذي عرفه العرب هو اسم «عبد القادر الجزائري»؛ لكن مقاومة الشيخ الأمير عبد القادر الجزائري لم تكن إلا حلقة في سلسلة طويلة من الثورات الصوفية ضد الاحتلال الفرنسي (أو فلنقل كانت بداية العِقد) فمن نماذج الثورات الصوفية على الاحتلال الفرنسي في الجزائر : ثورة الأمير عبد القادر في الغرب الوهراني 1832 – 1847م
11. ثورة الشريف بوبغلة في جرجرة، والبابور، والبيبان وحوض الصومان 1851-1855م.
12. ثورة بن ناصر بن شهرة بالصحراء 1851-1872م
13. ثورة الحاج عمر الرحماني ولالا فاطمة نسومر بجرجرة 1843-1857
14. ثورة سكان واحة الزعاطشة جنوب بسكرة 1849م
15. ثورة الشيخ الصادق الرحماني بالخنقة ولسكرة 1858-1859م
16. ثورة أولاد الشيخ الشراقة في الصحراء 1869-1874م
17. ثورة الباشاغا المقراني والشيخ الحداد الرحماني 1871-1872م
18. ثورة الشيخ بوعمامة بالغرب الوهراني 1881-1908م . كل هذه الحركات المقاومة للإستعمار الفرنسي في الجزائر كانت صوفية ؛ وكانت تتبع الطريقة الرحمانية ؛ هذا بالإضافة إلى بعض حركات المقاومة الأخرى تتبع الطريقة القادرية لم نأت على ذكرها.
19. محمد أحمد المهدي : الذي دوخ الإستعمار الإنجليزي في السودان، محمد أحمد المهدي (1843-1885). حفظ القرآن منذ صغره بهرته دون أترابه في الدرس أنوار التصوف فأقبل عليها، وانقطع في جزيرة «عبه» في النيل الأبيض خمسة عشر عاماً وهناك بدأ ممارسة رياضاته السلوكية ليقهر جماح النفس على الصعب ليبدأ مرحلة رفع عمد الإسلام والحرب في سبيل الله ولاسيما والسودان كله يتطلع إلى الخلاص من كابوس الاحتلال الإنكليزي بقول صاحب كتاب حلية البشر «وفي سنة سبع وتسعين ظهر رجل بالسودان يسمى محمد أحمد ولم يدّع أنه المهدي... وكان قبل ظهوره مشهوراً بالصلاح ومن مشايخ الطرائق وكثر أتباعه ومريدوه فلما دخل الإنجليز حاربهم وحصل له وقائع كثيرة والغلبة في تلك الوقائع كلها له عليهم وقتل منهم خلقاً كثيراً... فتملك جميع السودان وكان أمره معهم عجيباً يأتون إليه بالعساكر الكثيرة والمدافع والآلات الشهيرة فيقابلهم بجيوشه السودانيين وليس معهم إلا السيف والرمح والسكاكين»، وقد تمكن الثوار بقيادة المهدي من محاصرة الخرطوم 1885م وقتل حاكم السودان الإنكليزي (غوردن).
20. أحمد عرابي : في هذه الآونة ظهر في مصر الزعيم أحمد عرابي (1841-1911م) الذي نشأ في بيئة صوفية. وفي ذلك يذكر عرابي عن أبيه أنه كان شيخاً جليلاً عالماً ورعاً وأن جده تزوج شقيقة السيد الرفاعي الصيادي. وكان لهذه النشأة أثر بعيد في تكوين خلقه وشخصيته وقد جاء في بعض الكتابات (أحمد عرابي الحسيني مسلم صوفي جاور في الأزهر عامين اتصاله وثيق مع العلماء قد التف حوله جند مؤمنون يقضون الليل في الاستماع إلى القرآن وفي حلقات الذكر). وكان عرابي يعيش عيشة الزاهد المتقشف متأسياً بذلك السلف الصالح وهو القائل: «لا نجاح لأمة نبذت أحكام دينها ظهرياً، ولا فلاح لقوم استعبدوا شهواتهم».
21. سليمان الحلبي : وإذا عدنا إلى الوراء قليلاً إلى حملة نابليون بونابرت على مصر عام (1798م) نرى البطش والإرهاب أول ما طال علماء التصوف في الأزهر الذين كانوا من طراز خاص ويستطيعون مخاطبة الجماهير وتحريكهم. وقد قتل نابليون عدداً منهم. ومن المعروف أن الذي اغتال القائد الفرنسي كليبر هو سليمان الحلبي الطالب الأزهري السوري وقبل أن يقدم على هذا العمل الكبير أخذ نفسه ببرنامج شديد بالصوم والعبادة وعندما آنس من نفسه القوة الروحية خرج من معتكفه ولم يفش سره إلا إلى ثلاثة من عائلة الغزي (الفلسطينية المشهورة بالتصوف) وقد أعدم البطل الحلبي كما أعدم معه الثلاثة المذكورون.
22. فرحان السعدي : وأول من أطلق صيحة الجهاد مدوية في فلسطين على الاستعمار الإنجليزي الشيخ فرحان السعدي (المولود عام 1858م) الذي ينتمي إلى عائلة السعدية الجيباوية الصوفية ولكن سرعان ما ألقي القبض عليه مع مريديه فأعدمه الإنجليز وهو صائم.
23. عز الدين القسام : يعد رائد الكفاح في فلسطين في العصر الحديث الشهيد الشيخ عز الدين القسام (1882-1935م) وقد ترجم له صاحب الأعلام الشرقية بقوله: «شيخ الزاوية الشاذلية في جبلة الأدهمية» والده الشيخ عبد القادر القسام من المشتغلين بالتصوف أرسل ابنه لمتابعة تعليمه العالي في الأزهر ثم عاد الابن للتدريس والوعظ في زاوية والده وقد امتاز منذ صغره بالميل إلى الانفراد والعزلة الأمر الذي سيؤثر في مستقبله وسيجعله أكثر قدرة على فهم ما يدور حوله من أحداث. وخلال الحرب العالمية الأولى كان القسام وقد وثق صلاته بمشايخ الجبل وأبرزهم المجاهد إبراهيم العلي ولما احتل الفرنسيون ساحل سورية نادى في تلامذته ومريديه بأن الجهاد أصبح واجباً وفي عام (1920م) توجه الشيخ القسام نحو فلسطين وأخذ يحث على الجهاد في جوامعها وينبه للخطر الصهيوني وقد وجد مع الشيخ بعد استشهاده دعاء كان يضعه في عمامته. ترك القسام للأمة عشرات من الرجال المخلصين قاموا بالدور الرئيسي في الثورة الكبرى في فلسطين عام (1936م).
24. محمد بدر الدين الحسني : وينتهي بنا المطاف في سورية التي وقف علماء التصوف فيها صفاً واحداً في وجه الاستعمار الفرنسي. وإذا كان محمد عبده هو الأب الروحي للثورة العرابية في مصر فإن محدث الديار الشامية وأستاذ علماء الشام محمد بدر الدين الحسني (1851-1935م) يعتبر المفجر الحقيقي للثورة السورية الكبرى (1925-1927م) وأصله من المغرب من ذرية الشيخ الجزولي صاحب دلائل الخيرات ولد في دمشق من أب قادري الطريقة كان فقيهاً زاهداً عارفاً بالله يغوص على مكنونات علم التصوف بدقة وعليه قرأ شيوخ المتصوفة في دمشق. وصفه صاحب الأعلام أن كان «ورعاً صواماً بعيداً عن الدنيا ولما قامت الثورة على الاحتلال الفرنسي في سوريا كان الشيخ يطوف المدن السورية متنقلاً من بلدة إلى أخرى حاثاً على الجهاد وحاضاً عليه يقابل الثائرين وينصح لهم الخطط الحكيمة فكان أباً روحياً للثورة والثائرين المجاهدين» وكان الشيخ محمد الأشمر والمجاهد حسن الخراط يقابلانه فجر كل يوم ويأخذان منه تعليمات الثورة.
25. محمد سعيد البرهاني شيخ الطريقة الشاذلية بدمشق (ت 1967م) الذي حارب مع الثوار في معركة ميسلون
26. الطبيب الشيخ أبو اليسر عابدين (النقشبندي) (ت1981م) الذي كان يحمل المال والسلاح والدواء للمجاهدين ليلاً
27. الشيخ أحمد الحارون (ت1962م)
28. والشيخ علي الدقر (ت1943م)
29. والشيخ الشهيد عز الدين الجزائري حفيد الأمير عبد القادر الجزائري
30. علامة حماة في الفقه والتصوف الشيخ محمد الحامد (ت1969م) الذي كان أول من دعا إلى تطهير البلاد من المستعمرين الفرنسيين وله مجموعة خطب مكتوبة تحث على الثورة وغيره كثير لا يتسع المجال لذكرهم هنا سجلوا بحروف من نور أمجاداً وبطولات لابد للأجيال أن تعيها.
31. الشيخ منصور أشرمة النقشبندي  الشيشاني : أول قائد عسكري صوفي، بمنطقة الشيشان وداغستان وقاد هجمات ناجحة على قوات القيصرية الروسية، واستطاع أن يفني سَرية روسية كاملة على نهر سونجا عام 1785م، وقد أسره الروس في إحدى المعارك عام 1791م، وحكم عليه بالمؤبد، ومات في حصن شكوبليرغ ولم تتوقف مسيرة الجهاد.
32. الشيخ خاس محمد أفندي الباراغلاري النقشبندي  : قائد حركة الجهاد في الشيشان بعد استشهاد الشيخ منصور اشرمة
33. القاضي ملا محمد الكمراوي النقشبندي  : يقود المجاهدين في انتصارات متوالية على القوات الروسية حتى أطلق عليه اسم الغازي محمد، حيث ظل يحقق انتصارات متوالية بين عامي 1832م إلى 1834م، ويستشهد الرجل في الميدان
34. ويحمل الراية تلميذه الأمير حمزة الخنزاجي : ويلحق التلميد بأستاذه شهيدًا
35. ويتحمل مسئولية القيادة الإمام محمد شامل الداغستاني تلميذ القاضي محمد وشيخ النقشبندية. استطاع الإمام شامل تحقيق انتصارات رائعة ببطولة وعبقرية نادرة، ويسترد الإمام شامل كثيرًا من القلاع والحصون التي استولى عليها الروس، واستطاع أن يقيم دولة مجاهدة، تقيم العدل، وتقوم برسالة الإسلام من دعوة، وتربية وجهاد خلال خمس وعشرين سنة، وأقام الشيخ محاكم شرعية في كافة الجهات التي تقع تحت سلطانه، وأرسل مندوبين عنه لمتابعة الأعمال.
36. فضل عمر مجددي النقشبندي عميد الجهاد والمجاهدين في أفغانستان، قاد ثورة جهادية أذلت البريطانيين عام 1921 وهو العام نفسه الذي خرجوا فيه مغرورين بانتصارهم في الحرب العالمية الأولى، كما كان اتباع هذه الطريقة في طليعة المقاتلين ضد الاحتلال السوفيتي.
37. رجال التيجانية والنقشبندية في أفغانستان وكان همهم اصلاح الداخل وتوحيد الصفوف بسبب أعمال القاعدة الارهابية.
38. جيش رجال الطريقة النقشبندية في العراق : قامت الحركة لرد العدوان الأمريكي وهي تقوم علي مقاومة المحتل وعدم قتل أي مدني ولا يراق دماء الابرياء مثلما يفعل رجال القاعدة وغيرهم، فتراهم ينسحبون لو وجد مدنيون (وفي تصوير لقناص بغداد وهو مقطع موجود علي الإنترنت باسم (قناص بغداد) القناص انسحب لوجود مدنيين).
39. الشيخ الصوفي عبد الله الجنابي (قائد معركة الفلوجة): صوفي برهاني وهو رئيس مجلس شورى المجاهدين في الفلوجة وقائد أهل الجهاد في أرض الرافدين واطلق عليه الكثير من الالقاب، ويكفيك ان تكتب اسمه في جوجل لتري سيرته وأياديه البيضاء كرجل صوفي مجاهد دافع عن بلاده حتى آخر لحظة.

إن الفضل الأول في تكوين هذه الفئات يعود إلى المدرسة الروحية الخالدة التي أنجبت القواد العظماء وقد تبين لنا من سرد ما تقدم كيف عَمد بعض الدعاة إلى تشويه ناحية مهمة في ميدان التصوف فيما يعسر فهم ذلك على غير المطلع المتضلع في دراسة هذا العلم والإحاطة به. إن فهم التصوف اليوم يتطلب الرجوع إلى المصادر الأساسية بعيداً عن المؤلفات التي طالعنا بها العصر الحديث فجاء أغلبها استشراقاً بعيداً عن الواقع والحقيقة. إذ ليس التصوف خمولاً ولا انهزاماً كما ادّعوا وليس التصوف تواكلاً وهواناً كما زعموا إن التصوف قوة وبأس ونضال ونفس ملهمة عاملة إنه تصعيد بالحياة إلى أعلى وارتفاع بالقيم الإنسانية إلى ما هو أرفع وأسمى.

## الجهاد والتضحية والإيثار أحد أركان التصوف
لخص عبد الوهاب الشعراني (توفي 973هـ) مبادئ الصوفية في الجهاد قائلاً:
(أُخِذَ علينا العهد من رسول الله ص إذا دخلنا ثغراً من ثغور المجاهدين أن ننوي المرابطة مدة إقامتنا ولو لم يكن هناك عدو لاحتمال أن يحدث عدو)
(أُخذ علينا العهد من رسول الله ص أن نكرّم الغزاة والحارسين...)
(أُخِذ علينا العهد العام من رسول الله ص أن نسأل ربنا أن نموت شهداء في سبيل الله لا على فرشنا فإن لم يحصل لنا مباشرة ذلك حصل لنا النية الصالحة... وحصل الأجر كاملاً).
(أُخِذ علينا العهد العام من رسول الله ص إذا لم يُقسم لنا جهاد أن لا ننفر من الأمور التي تلحقنا بالشهداء في الثواب الأُخروي)".
ويصف ابن سينا الصوفي قائلاً «العارف شجاع كيف لا وهو بمعزل عن تقية الموت». «وجواد وكيف لا وهو بمعزل عن محبة الباطل». وصفّاح وكيف لا ونفسه أكبر من أن تجرحها ذلة بشر
وجدير بالذكر أنه عندما ظهر التصوف ظهرت فيه بالإضافة إلى فضيلة التقوى مجموعة من الفضائل الأخرى المستمدة من الفتوة وهي فكرة الإيثار والتضحية واعتبرها المتصوفة من أوائل مبادئهم حتى قال أحدهم لا يكون الصوفي كاملاً إلا إذا تفتى ويقول أحمد أمين: "أدخل الصوفية الفتوة في مذهبهم وصبغوها بصبغتهم وحملها على الحق مهما استتبع ذلك من مكاره
ويجب الإشارة أن العالم الصوفي أبا عبد الرحمن السلمي (ت 412هـ) أول من ألّف كتاباً في الفتوة.

## الفتوة عند الصوفية
- يذكر لنا بعض المؤرخين نماذج من هذه الفتوة منها : قول ابن خلّكان في ترجمة أبي القاسم القشيري (ت 465هـ) «كانت له في الفروسية واستعمال السلاح يد بيضاء». ويقول صاحب شذرات الذهب في ترجمة السيد أحمد البدوي (ت 675هـ) «ما في أولياء مصر بعد محمد بن إدريس (الشافعي) أفتى منه».
- ومع تضاعف نشاط الطرق الصوفية في عهد الاضطراب الذي خضع له العالم الإسلامي في العصور الوسطى تشكلت "الفُتُوّات". في آسيا الصغرى وفي البلاد العربية واتضح هدف هذه الفتوات بالإعلان عن الجهاد الديني المقدس على التتر الصلينبيين وأعداء الدين داخل البلاد وخارجها[15] حتى لُقِّب الصوفية فتيان الثغور. ولأن إقامتهم في هذه الثغور كانت تطول في بعض الأوقات عملوا متكاتفين على إقامة بيوتات صغيرة أشبه ما تكون بمخافر الحدود اليوم وكانت هذه نواة للرُبُط التي انتشرت بكثرة فيما بعد للعبادة ورصد تحركات العدو. ذكر المقريزي (الرُبط: جمع رباط وهو دار يسكنها أهل طريق الله وهو بيت الصوفية ومنزلهم والمرابطة ملازمة ثغر العدو وقيل لكل ثغر يدفع أهله عمّن وراءهم رُباط. فالمجاهد المرابط يدفع عمن وراءه والمقيم في الرباط على طاعة الله يدفع بدعائه البلاء عن العباد والبلاد".[16] وبسبب انتشار التصوف في الشمال الإفريقي، وخصوصاً في المغرب، وكثرة الأربطة الصوفية على السواحل، سميت عاصمة المغرب بهذا الاسم.
- وقد لعبت الرُبط دوراً مهماً حيث برزت كمؤسسات للتربية العسكرية والدينية (فالناحية العسكرية ظهرت بسبب تواجد دول على حدود الدول المتربصة بالدول الإسلامية وتوافد غزاة المسلمين إليها من أنحاء الدولة الإسلامية يرابطون فيها فيتدربون عسكرياً ويحرسون ويشاركون في القتال وقد شبهها بعض الغربيين بالأديرة المحصنة).[17]

ولم يقتصر وجود الرُبط على البرّ فإن صاحب خطط الشام يذكر أنه كان على امتداد سواحل الشام رباطات للنيل من الأعداء إن قدموا بحراً فأهل دمشق يرابطون في بيروت وأهل حمص في طرابلس وأهل القدس في يافا فبنوا المنارات وكلفوا حرساً تراقب قدوم العدو فإذا كان الوقت ليلاً أوقدت منارة ذلك الرباط وإن كان نهاراً دخنوا وقد ثبتت منارات متسلسلة فلا يكون ساعة إلا وقد حصل النفير بين الناس استعداداً لمنازلة العدو.
وقد أحصى الأربلّي (ت 726هـ) عدد الربط في دمشق وخارجها بواحد وعشرين رباطاً آخرها أنشأها ابن القلانسي بجبل الصالحية وتم بناؤه سنة 720هـ. بيد أن أشهرها رباط العالم المجاهد رسلان الدمشقي (ت 541هـ) صاحب الرسالة المعروفة في التوحيد والتصوف الذي لم يكن رباطه يقع داخل سور المدينة بل خارجها كأنه مخفر يأوي إليه حرس الحدود والذين يطوفون حول المدينة بعد إغلاقها ليلاً كي لا يكون هناك عدو مباغت وكان المريدون يترددون إلى رباطه يتعلمون فيه جميع أنواع الدراسة ويتدربون على الفنون الحربية للوقوف في وجه الصليبيين حتى لقّب الشيخ رسلان بحق (إمام السالكين وشيخ المجاهدين) وحتى الآن لا يزال أهالي دمشق يرددون الأنشودة المعروفة (شيخ رسلان يا شيخ رسلان يا حامي البر والشام).
ويورد الدارسون كلام الرحالة المقدسي (أنه في أواخر القرن الرابع الهجري كان في اسبيجاب في ما وراء النهر على حافة الحرب مع الترك ألف وسبعمائة رباط بينما كان في بيكند –ثغر بين بخارى وسمر قند- ألف رباط). وإذا كان هذا العدد الضخم من الرباطات في ثغرين من ثغور الحرب فما بالنا بما كان في بقية الثغور؟ 

## تحريض أقطاب الطرق الصوفية مريديهم على النفير للجهاد مع الخليفة
ومن جليل أعمال الصوفية وآثارهم الحسنة في الأمة الإسلامية أن الملوك والأمراء متى قصدوا الجهاد كان مشايخهم يحرضون أتباعهم للمشاركة في رد العدوان وكان هؤلاء المريدون يسارعون بذلك لعظيم اعتقادهم وانقيادهم فيكون ذلك سبباً للظفر والنصر.
ففي مصر يسطر لنا الشيخ أبو الحسن الشاذلي (ت656هـ) مثالاً رائعاً عن مقاومة الصوفية للغزاة وتذكر كتب التاريخ مشاركته في معركة المنصورة سنة (647هـ) وقد التف حوله أتباعه. 
ومثل هذا يذكره ابن العماد في معرض كلامه على وفيات سنة (656هـ) «وفيها الشاذلي أبو الحسن المغربي الزاهد شيخ الطائفة الشاذلية كان ضريراً اشتغل بالعلوم الشرعية ثم سلك منهاج التصوف حتى ظهر صلاحه... قدم إلى إسكندرية في المغرب وصار يلازم ثغرها من الفجر إلى المغرب».
ومن أبرز تلامذة الشاذلي أبو العباس المرسي قال عنه ابن تغري بردي «الإمام العارف قطب زمانه... وكان من جملة الشهود بالثغر...».
وكان الإمام العز بن عبد السلام (ت 660هـ). دور كبير في التحضير لمعركة «عين جالوت» (سنة 658هـ) فلم يمنعه تقدمه في السن من المشاركة في الاجتماعات مع السلطان وقادة الأمة وحثهم على ملاقاة التتار وفتواه في الجهاد مشهورة معروفة. ولا مجال للتردد أن العز كان صوفياً ونصوصه العديدة وكلام مترجميه قاضية بذلك. فقد حكى السيوطي أن: (سلطان العلماء) «لبس خرقة التصوف من الشهاب السهروردي» (ت 632هـ).
وذكر الذهبي واليونيني وغيرهما «أنه مع شدته وصلابته فيه حسن محاضرة بالنوادر والأشعار يحضر السماع». كما للعز كرامات كثيرة منها ما حصل له أثناء غزو الإفرنج لمصر ورواها لنا السبكي في «طبقات الشافعية».
وقد تحدث في علوم القوم من الزهد والمحبة والجمال والجلال والفناء كما ذكر بإسهاب المعارف والأحوال والكرامات التي يختص بها الأولياء ولا يعلو مقامهم في هذه الأمور سوى الأنبياء. ويعتبر المجاهد العز بأن أهل التصوف هم أهل الحقيقة وفي بيان ذلك يقول: «وليست الحقيقة خارجة عن الشريعة فمعرفة أحكام الظواهر معرفة لجل الشرع ومعرفة أحكام البواطن معرفة لدق الشرع ولا ينكر شيئاً منها إلا كافر أو فاجر».
ويذكر أحمد أمين أن الشيخ محي الدين بن عربي الصوفي المشهور (ت 638هـ) أُثر عنه أنه كان خلال الحروب الصليبية يحرض المسلمين على الجهاد ومقاومة الغزاة الصليبيين ومن وصاياه قوله: «وعليك بالجهاد الأكبر وهو جهاد هواك فإنك إذا جاهدت نفسك هذا الجهاد خلص لك الجهاد الآخر في الأعداء الذي إن قتلت فيه كنت من الشهداء الأحياء الذين عند ربهم يرزقون... واجهد أن ترمي بسهم في سبيل الله واحذر إن لم تغز أن لا تحدِّث نفسك بالغزو...».
وعلى الرغم من اشتغال ابن عربي بدقائق علم التصوف فإنه لم يقطع صلته مع قوّاد الدولة الكبار ومنهم الملك المظفر شهاب الدين غازي صاحب حلب توفي (613هـ) الذي كان مريداً للشيخ وحصل منه على إجازة في العلم. وقد أثنى عليه ابن عربي في بعض كتاباته بقوله: ما رفعت إليه حاجة من حوائج الناس إلا سارع في قضائها من فوره من غير توقف كانت ما كانت.

## دول أسسها صوفية المغرب
وإذا ولّينا وجوهنا نحو المغرب نرى ظاهرة التصوف التي بدأت بالزهد كما في المشرق واضحة جداً في تأسيس دول مشهورة. 
- دولة الأدارسة

• دولة المرابطين (منتصف القرن الخامس الهجري) منشؤها رباط أقامه أحد الزهَّاد في محل ناءٍ من الصحراء وذاعت أنباء زهده وتقواه في جميع أرجاء المغرب فقصده جموع غفيرة من الناس ومنهم يوسف بن تاشفين (ت505هـ) الذي أصبح فيما بعد رئيساً لدولة المرابطين وقد كان الزهد والتقشف هما شعار الدولة وطابعها الخاص وابن تاشفين هو صاحب الموقعة المشهورة مع الإفرنج في الزلاقة (سنة 479هـ).
ومما يروى أن الإمام الغزالي الفقيه والصوفي الكبير (450-505هـ) كان يعجب بورع يوسف وصفاته حتى أنه فكر في الرحيل إلى المغرب لزيارته لكنه عدل عن ذلك حينما بلغه وفاته. وهناك نص كامل للخطاب الذي كتبه الإمام الغزالي وأرسله إلى يوسف ابن تاشفين يحضه فيه على العدل ونصرة الدين. كما عثر على فتوى موجهة لحجة الإسلام بشأن ما كان عليه ملوك الطوائف من التفرق والتخاذل عن الجهاد فأجاب ما ملخصه: (أن يوسف كان على حق في إظهار شعار الإمامة للخليفة المستظهر وأن هذا هو الواجب على كل ملك استولى على قطر من أقطار المسلمين وإذا نادى الملك المشمول بشعار الخلافة العباسية وجبت طاعته على كل الرعايا والرؤساء وكل من تمرد واستعصى فحكمه حكم الباغي ومن حق الأمير أن يرده بالسيف). ودعا للالتفاف حول يوسف وعدم مخالفته ناشراً محامده "استصرخ المسلمون الأمير ناصر الدين وجامع كلمة المسلمين... فلبى دعوتهم وأسرع لنصرتهم بنفسه ورجاله وماله وجاهد بالله حق جهاده ومنحه الله تعالى استيصال شأفة المشركين.

## موقف أبي حامد الغزالي تجاه الجهاد
- أثبت الدكتور «ماجد عرسان الكيلاني» في كتابه «هكذا ظهر جيل صلاح الدين وهكذا عادت القدس» أن سبب عودة القدس وانتصار صلاح الدين يعود إلى تربية جموع الشعوب المسلمة على يدي الغزالي بعد خروجه من خلوته، وعبد القادر الجيلاني، وأورد الباحث رسائل الغزالي إلى الملوك واستنهاضه للهم، وقد ذكرنا آنفاً كتب الإمام الغزالى إلى ابن تاشفين ملك المغرب فقال له : (إما أن تحمل سيفك في سبيل الله ونجدة إخوانك في الأندلس، وإما أن تعتزل إمارة المسلمين حتى ينهض بحقهم سواك). وأنه كان أستاذاً ومرشداً لمؤسس الدولة الموحدية وله في الجانب السياسي كتاب «التبر المسبوك في نصيحة الملوك».

## روابط ذات صلة
1. كتاب البطولة والفداء عند الصوفية للباحث السوري أسعد الخطيب
2. جهاد الصوفية - Youtube
3. جيش رجال الطريقة النقشبندية تصريحات قادة الجيش
4. جهاد الصوفية في أفريقيا د. محمد سليم العوا
5. مفهوم الجهاد عند الصوفية د. محمد مهنا
6. محاضرة د. حمزة الكتاني حول مقاومة الصوفية للإستعمار بالمغرب
7. دور التصوف في تحرير البلاد العربية والإسلامية
8. دور الصوفية في مواجهة الحملات الصليبية
9. الطرق الصوفية - السيد محمد علاء أبو العزائم - أجرأ الكلام
10. حاضر العالم الإسلامي للأمير شكيب أرسلان